# Carthage (Illinois)
Carthage ist eine Stadt und Verwaltungssitz des Hancock County im Westen des US-amerikanischen Bundesstaates Illinois. Das U.S. Census Bureau hat bei der Volkszählung 2020 eine Einwohnerzahl von 2.490 ermittelt.
Carthage ist 1844 durch den Mord an Joseph Smith, dem Gründer der Mormonenbewegung, bekannt geworden.

## Geografie
Carthage liegt auf 40°24'52" nördlicher Breite und 91°08'00" westlicher Länge und erstreckt sich über 4,14 km², die vollständig aus Landfläche bestehen.
Carthage liegt rund 20 km östlich des Mississippi, der die Grenze zu Iowa bildet. Wenige Kilometer flussabwärts befindet sich die Schnittstelle der drei Bundesstaaten Illinois, Iowa und Missouri.
Die am nächsten gelegenen größeren Städte sind Burlington in Iowa (57,6 km nördlich), Illinois’ Hauptstadt Springfield (173 km südöstlich), Hannibal in Missouri (95,4 km südwestlich) und Keokuk in Iowa (23,6 km westlich).
Durch Carthage verläuft in west-östlicher Richtung der U.S. Highway 136, der in der Stadtmitte auf die Illinois State Route 19 trifft.

## Geschichte
Die ersten weißen Siedler ließen sich zu Beginn des 19. Jahrhunderts in der Region nieder. 1833 wurden die ersten einfachen Gebäude im Gebiet der heutigen Stadt errichtet, die Stadtgründung erfolgte 1838. In der gleichen Zeit wurde die Stadt der Sitz der Countyverwaltung.
1839 fand die einzige Hinrichtung im Hancock County statt. Efram Fraim, dessen Verteidiger der spätere Präsident Abraham Lincoln war, wurde wegen Mordes zum Tode durch den Strang verurteilt und hingerichtet.
Am 27. Juni 1844 wurde Joseph Smith, der Gründer der Mormonenbewegung als Untersuchungshäftling im Gefängnis in Carthage von einer aufgebrachten Menschenmenge getötet. Beim Versuch aus dem Fenster zu springen, wurde er von mehreren Kugeln tödlich getroffen. Kurz zuvor hatte er ein freimaurerisches Notsignal benutzt, um Mitglieder der Freimaurer, die sich in der Menschenmenge befanden, dazu zu bewegen, ihm Hilfe zu leisten. Damit war Smith der erste US-amerikanische Präsidentschaftskandidat, der während des Wahlkampfs ermordet wurde.

## Demografische Daten
Bei der offiziellen Volkszählung im Jahre 2000 wurde eine Einwohnerzahl von 2725 ermittelt. Diese verteilten sich auf 1184 Haushalte in 709 Familien. Die Bevölkerungsdichte lag bei 657,6 Einwohnern pro Quadratkilometer. Es gab 1313 Wohngebäude, was einer Bebauungsdichte von 316,8 Gebäuden je Quadratkilometer entsprach.
Die Bevölkerung bestand im Jahre 2000 aus 98,1 Prozent Weißen, 0,5 Prozent Afroamerikanern, 0,5 Prozent Indianern und 0,6 Prozent Asiaten. 0,3 Prozent gaben an, von mindestens zwei dieser Gruppen abzustammen. 0,3 Prozent der Bevölkerung bestand aus Hispanics, die verschiedenen der genannten Gruppen angehörten.
23,6 Prozent waren unter 18 Jahren, 7,3 Prozent zwischen 18 und 24, 25,4 Prozent von 25 bis 44, 21,8 Prozent von 45 bis 64 und 21,9 Prozent 65 und älter. Das mittlere Alter lag bei 40 Jahren. Auf 100 Frauen kamen statistisch 85,0 Männer, bei den über 18-Jährigen 79,2.
Das mittlere Einkommen pro Haushalt betrug 34.677 US-Dollar (USD), das mittlere Familieneinkommen 50.142 USD. Das mittlere Einkommen der Männer lag bei 36.058 USD, das der Frauen bei 19.972 USD. Das Pro-Kopf-Einkommen belief sich auf 18.269 USD. Rund 3,6 Prozent der Familien und 8,4 Prozent der Gesamtbevölkerung lagen mit ihrem Einkommen unter der Armutsgrenze.